# Mirni Pajar
Mirni Pajar (del ruso: Мирный Пахарь) es un jútor del raión de Gulkévichi del krai de Krasnodar, en el sur de Rusia. Está situado 18 km al sureste de Gulkévichi y 146 km al este de Krasnodar, la capital del krai. Tenía 53 habitantes en 2010.
Pertenece al municipio Otrado-Kubánskoye.

## Transporte
Por la localidad pasa la carretera federal M29 Cáucaso.